# Коканасига, Джо
Джо Коканасига (англ. Joe Cokanasiga, родился 15 ноября 1997 года в Суве) — английский регбист фиджийского происхождения, выступающий на позиции винга в составе клуба «Бат». Ранее выступал за клуб «Лондон Айриш», с которым в сезоне 2016/2017 выиграл Чемпионат Регбийного союза и вышел в английскую Премьер-Лигу, в сезоне 2017/2018 которой и выступил. В составе сборной Англии по регби — серебряный призёр чемпионата мира 2019 года.

## Ранние годы
Родился 15 ноября 1997 года в городе Сува (Фиджи). Отец — Илаитиа Коканасига (англ. Ilaitia Cokanasiga), военнослужащий Королевского логистического корпуса Британской армии, служил в командировках в Германии, Брунее, Ираке и Афганистане. В возрасте 3 лет Джо переехал в Великобританию, однако вместе с отцом переезжал в Германию и Бруней. Изначально увлекался футболом, однако в возрасте 13 лет окончательно переключился на регби. Вместе со своим отцом начинал карьеру в любительской команде ветеранов Британской армии (англ. Army Vets), играя с ним на позиции центра: позже Джо рассказывал, что его мать кричала с трибун, чтобы отец присматривал за сыном по ходу матча
Окончательно в Англию Джо с семьёй вернулся в 2013 году: он учился в академии Грейндж, поступив в 2015 году в академию клуба «Лондон Айриш». Свой дебютный матч на взрослом уровне провёл в день своего 17-летия за клуб «Олд Мёрчент Тейлорз» против клуба ХАК (англ. HAC RFC) — команды Почётной артиллерийской роты — в рамках 2-й Северо-Западной лиги Лондона (7-й уровень в английском регби). Джо стал лучшим бомбардиром клуба по попыткам, хотя отыграл не полный сезон. До 2015 года он играл за клуб «Олд Мёрчент Тейлорз» и за команду «Ханибэджер» по регби-7, прежде чем стать окончательно игроком в системе «Лондон Айриш».
Своими кумирами в регби Джо называет Джона Лому, Джулиана Савеа и Семеса Рокодугуни.

## Профессиональная клубная карьера
Поступив в академию «Лондон Айриш» в 2015 году, Джо выступал за этот клуб в чемпионате по регби-7. В октябре 2016 года он заключил двухлетнее соглашение с командой, а 30 октября дебютировал в чемпионате Регбийного союза против «Лондон Скоттиш», занеся в том же матче на 24-й минуте попытку — Джо обыграл несколько защитников на пути к зачётной зоне, прорвавшись по правому флангу и занеся мяч почти по центру («Лондон Айриш» победил 62:12).
В мае 2018 года Коканасига перешёл официально в «Бат», подписав трёхлетнее соглашение с клубом. В ноябре 2019 года из-за травмы, полученной на чемпионате мира, выбыл из строя и в связи с пандемией COVID-19 на поле после курса лечения и соответствующих мер по самоизоляции вернулся только через год.

## Карьера в сборной
В 2016 году Коканасига выступал за сборную Англии до 18 лет, совершавшую турне по ЮАР, и провёл в том году четыре игры за эту сборную. В 2017 году на молодёжном Кубке шести наций (команды из игроков не старше 20 лет) в игре против Франции он занёс попытку.
В 2017 году в канун летнего турне по Австралии Коканасига был вызван Эдди Джонсом в расположение сборной Англии. В ответ на вопросы журналистов о причинах вызова малоизвестного игрока в сборную Джонс ответил «Он большой и быстрый». Однако в связи с травмой, полученной в матчах плей-офф за выход в Премьер-лигу, Джо не дебютировал в сборной в том турне. Его дебют состоялся 17 ноября 2018 года дома в игре против Японии: Джонс в интервью журналистам снова объяснил тем, что искал сильного и быстрого игрока, отметив «что-то особенное в нём», а Коканасига занёс в дебютном матче попытку, принеся англичанам победу. Через неделю в матче против Австралии Джо занёс попытку во втором тайме.
В 2019 году Джо выступил на Кубке шести наций и на чемпионате мира в Японии, однако в последнем случае он тренировался и играл с серьёзной травмой колена, не желая покидать расположение сборной. Единственный матч на турнире он провёл 26 сентября против сборной США с жёстко зафиксированным коленом, но сумел даже там занести две попытки американцам, а сборная Англии дошла до финала турнира. Проблемы с коленом привели к возникновению у Джо серьёзных болей в спине: он пробежал более 20 км за время тренировок и матча в Японии, подвергая ноги серьёзной нагрузке. После возвращения игрока в клуб «Бат» предъявил серьёзные претензии Регбийному союзу Англии, поскольку Коканасига даже не мог приседать из-за травмы.

### Попытки за сборную
Все данные приведены по состоянию на 26 сентября 2019 года.
| Номер попытки | Противник | Место          | Стадион  | Турнир                                        | Дата             | Исход  | Счёт  |
| ------------- | --------- | -------------- | -------- | --------------------------------------------- | ---------------- | ------ | ----- |
| 1             | Япония    | Лондон, Англия | Туикенем | Осенние матчи сборных 2018                    | 17 ноября 2018   | Победа | 35:15 |
| 2             | Австралия | Лондон, Англия | Туикенем | Осенние матчи сборных 2018                    | 24 ноября 2018   | Победа | 37:18 |
| 3             | Уэльс     | Лондон, Англия | Туикенем | Разминочные матчи перед чемпионатом мира 2019 | 11 августа 2019  | Победа | 33:19 |
| 4             | Ирландия  | Лондон, Англия | Туикенем | Разминочные матчи перед чемпионатом мира 2019 | 24 августа 2019  | Победа | 57:15 |
| 5             | Ирландия  | Лондон, Англия | Туикенем | Разминочные матчи перед чемпионатом мира 2019 | 24 августа 2019  | Победа | 57:15 |
| 6             | США       | Кобе, Япония   | Мисаки   | Чемпионат мира 2019                           | 26 сентября 2019 | Победа | 45:7  |
| 7             | США       | Кобе, Япония   | Мисаки   | Чемпионат мира 2019                           | 26 сентября 2019 | Победа | 45:7  |